# Orest Masykewycz
Orest Sydorowycz Masykewycz, ukr. Орест Сидорович Масикевич (ur. 9 sierpnia 1911 na Bukowinie – zm. 1980) – ukraiński działacz nacjonalistyczny, poeta.
Członek Organizacji Ukraińskich Nacjonalistów, po rozłamie w 1940 we frakcji Melnyka.
W 1941 r. był członkiem Kurenia Bukowińskiego, został burmistrzem Mikołajowa. W grudniu 1941 został zwolniony ze stanowiska i aresztowany za działalność konspiracyjną. Zwolniony z więzienia w 1942 w dalszym ciągu brał udział w działalności konspiracyjnej. Po wojnie został aresztowany przez NKWD i skazany na karę łagru. Po odbyciu kary wyjechał do Rumunii. W 1979 wydano tam jego tomik jego wierszy „Буреквіти” w języku ukraińskim.